# Сакаі Даісуке
Сакаі Даісуке (яп. 坂井 大将; нар. 18 січня 1997) — японський футболіст, що грав на позиції півзахисника.

## Клубна кар'єра
У дорослому футболі дебютував 2014 року виступами за команду клубу «Ойта Трініта».Один з покоління Мацузака. У середній школі Касугаока він виграв турнір префектури навесні свого третього курсу.[Під час навчання в середній школі він був пітчером з максимальною швидкістю 146 км/год, а також вважався найкращим вибором через його швидку швидкість на дистанції 50 метрів за 5,7 секунди та сильний удар, який призвів до 35 хоумранів. у вищій школі. Приєднався до Hiroshima Toyo Carp на 7-му місці на драфті 1998 року. У своїх коментарях під час його номінації він сказав: «Карп був моєю улюбленою командою».
Він був у захваті від придбання, оскільки очікував, що стане польовим гравцем, але оскільки він мав більше сил як пітчера, ніж очікувалося, він вирішив піти лише з одним пітчером. Такаші Егава, який приїхав оглянути табір Карпа, також побачив подачу та сказав: "Друге пришестя Такаші Ямагуті. Кажуть, його навчать як польового гравця, але з таким м'ячем я б хотів «Він був одним із найкращих гравців, яких призначив Карп того року», — прокоментував я.
У 2001 році, на його третій рік, він показав пристойну гру в першій команді, граючи на швидкісному м’ячі та довгому м’ячі (він не використовував його з того року, мабуть, через стрес). На фінальній стадії гри проти Giants він розігнався до 153 км/год, що змусило Такаюкі Шимізу задуматися: «Такий пітчер ще існує».
На четвертому курсі у 2002 році Шигео Тамакі, Мікіхіде Кобаясі та інші, від яких очікувалося, що вони будуть готовими гравцями з перевіреним послужним списком, затримувалися в адаптації через травму, що залишило Сакаї у важкому становищі з самого початку. відмінно виконав свою роль і провів дев'ять ігор поспіль, не пропустивши гола. Однак, через його форму подачі рукою, йому було важко подавати поспіль, і з кінця квітня він почав подавати в більшій кількості матчів, і хоча після цього він зафіксував швидкість близько 145 км/год, його контроль і швидкий м’яч поліпшення, яке він певною мірою підтримував, згасло.
Він виконував роль правого захисника, оскільки очікувалося, що його потужність буде високою, але після закінчення сезону 2004 року він був оголошений недоступним через травму.
З наступного року до 2009 року він виступав в якості бітчера в команді Chunichi Dragons.
З 2010 року він був членом бейсбольної команди Massimonte Baseball Club, дорослої бейсбольної команди, як пітчер і тренер, і з тих пір повернувся до активної служби. Бейсбольний клуб Massimonte призупинив свою діяльність у червні 2014 року.
Після цього він тренував у бейсбольній школі ``BE-ZONE'' в Мейто Уорд і Чунічі Драконс Джуніор разом з Масатакою Мінатогавою, колегою того ж покоління, який був колегою в Массімонте

## Кар'єра в збірній
З 2017 року залучався до складу молодіжної збірної Японії, з якою брав участь у молодіжних чемпіонатах світу 2017.

## Титули і досягнення
- Переможець Юнацького (U-19) кубка Азії: 2016